# Condado de Casa Tagle de Trasierra
El condado de Casa Tagle de Trasierra es un título nobiliario español, otorgado el 25 de agosto de 1745 por el rey Fernando VI a favor del cántabro Juan Antonio de Tagle Bracho y de la Pascua Calderón, con el vizcondado previo de Casa Tagle de Trasierra.
El título fue rehabilitado en 1919 por el rey Alfonso XIII a favor de Rosa de Echenique y Tagle.

## Condes de Casa Tagle de Trasierra

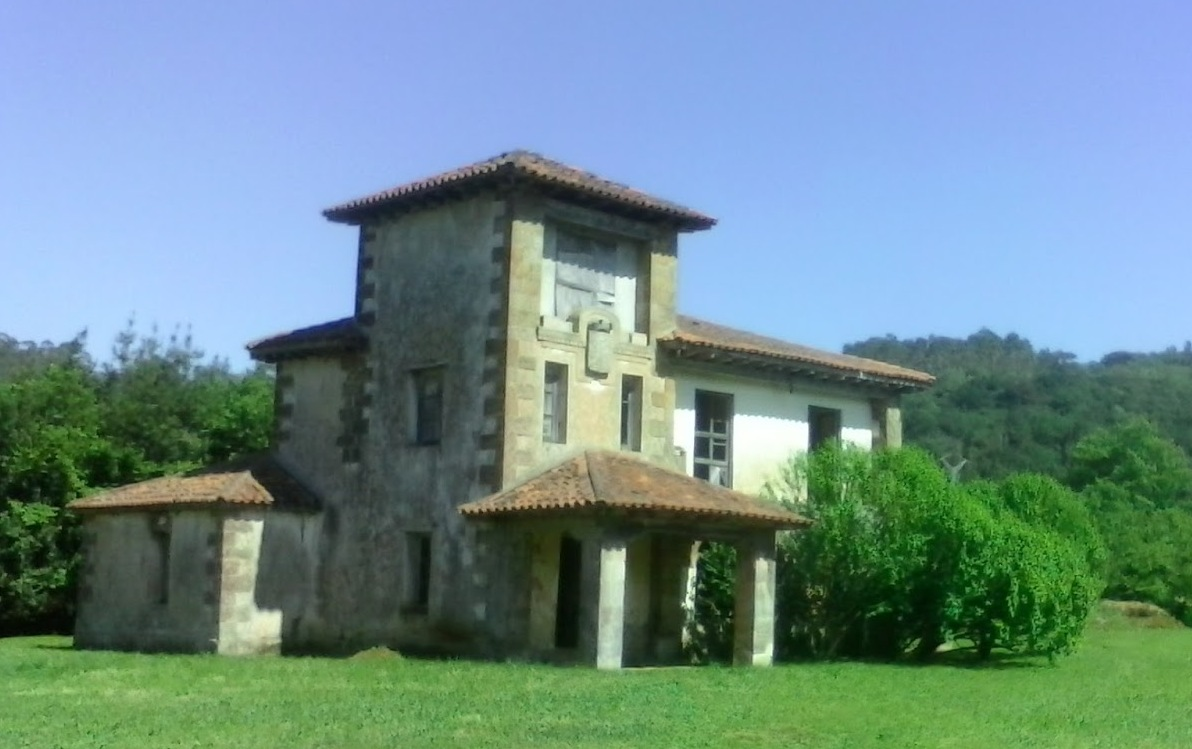
Palacio del conde de Casa Tagle de Trasierra, en Cigüenza (Cantabria).

- Juan Antonio de Tagle Bracho y de la Pascua Calderón (1685-1750), i conde de Casa Tagle de Trasierra. Sin descendientes. El título lo ostentó, sin legalizar, su sobrino:
- Nicolás de Tagle y Sánchez de Tagle "ii conde de Casa Tagle de Trasierra".

1. Casó con Mariana Gutiérrez de Casío. Sin descendientes. El título fue revertido a la corona hasta que, en el año 1919, fue rehabilitado.

Rehabilitado en 1919
- Rosa de Echenique y Tagle (f. 1935), II condesa de Casa Tagle de Trasierra.

Casó con Fernando Márquez de la Plata y Guzmán. Le sucedió su hijo:
- Fernando Márquez de la Plata y Echenique (Santiago de Chile, 29 de febrero de 1892-ibid., 24 de noviembre de 1959), III conde de Casa Tagle de Trasierra. Arqueólogo e historiador.

Casó con Rosa Irarrázaval y Fernández. Le sucedió en 1964 su pariente:
- Natalia Cabeza y Gutiérrez, iv condesa de Casa Tagle de Trasierra.[2]

Le sucedió en 1968, por cesión y por muerte prematura de su hermano, su sobrino:
- Pedro Cabeza y Gil Casares (n. 1968), vi conde de Casa Tagle de Trasierra.[3]

Casó con Genoveva Serrano-Suñer y de Hoyos, nieta de los duques de Almodóvar del Río.